# Csiki Ernő
Csiki Ernő, eredeti nevén Ernst Dietl (Zsilyvajdejvulkán, 1875. október 22. – Budapest, 1954. július 7.) magyar entomológus, muzeológus. Az Állattár vezetőjeként jelentős példányszámmal gyarapította a múzeum gyűjteményét. Az MTA tagja. A rovarok több rendjével foglalkozott kutatásaiban, de a bogarak alak- és rendszertana volt a szakterülete. A Balkán rovarászati kutatásainak egyik úttörője. Zoológiai szakmunkákban nevének rövidítése: „Csiki”.

## Pályafutása
A budapesti Állatorvosi Főiskola elvégzése után, 1897-ben került a Nemzeti Múzeum állattárához, ahol addig 2 éven át Kuthy Dezső gondozta a bogárgyűjteményt. Csiki ezen posztot 1897-től 1932-ig terjedő időszakban látta el. Személyében vérbeli koleopterológus került a gyűjtemény élére, akinek – nagynevű elődeitől, a két Frivaldszkytól eltérően – már nem kellett más gyűjteményt kezelnie, így idejét szinte kizárólagosan a bogarak kutatásának szentelhette. A segédőrből hamarosan állattári igazgatóőr, majd pedig 1924-ben múzeumi igazgató vált.
Tevékenysége nyomán a gyűjtemény példányszáma megtízszereződött, emellett elkezdte a gyűjtemény családonkénti rendezését és felállítását. Az Állattár akkori támogatása lehetővé tette, hogy kiterjedt gyűjtésekre és vásárlásokra kerüljön sor. Gyűjtések történtek a Kárpát-medence szinte valamennyi szegletében, valamint olyan egzotikus vidékeken, mint Dél-Oroszország, Szibéria, Mongólia, Kína, de mindenekelőtt Új-Guinea, ahol Bíró Lajos hat évi gyűjtőmunkája gyarapította a múzeumot. A gyűjtések mellett Csiki vásárlással is bővítette a gyűjteményt, ezek közül kiemelkedik Edmund Reitter palearktikus bogarakból álló hatalmas kollekciója. Csiki 1932-es nyugdíjba vonulásakor a gyűjtemény példányszáma meghaladta az egymilliót.
1933-ban Csiki Ernő utódaként Székessy Vilmos került a Nemzeti Múzeum bogárgyűjteményének élére.

## Tudományos közéleti tevékenység
- Magyar Rovartani Lapok magazin (= Rovartani jegyzetek) szerkesztő 1898-1923
- Magyar Entomológiai Társaság alapító tag 1910-
- A Magyar Tudományos Akadémia levelező tagja 1925-ben, tanácskozó tagja 1949-től, levelezőre visszaállítva 1989-ben.

## Kutatási terület
1898-ban részt vett Zichy Jenő harmadik ázsiai expedíciójában; ennek során Szibériából, Mongóliából és Kínából gazdag gyűjteményt hozott haza. A XX. század elején Boszniában, Dalmáciában és Albániában járt gyűjtőúton. Az 1920-as években részt vett a tihanyi Biológiai Állomás megszervezésében.
Kutatási területei az egyenesszárnyúak, a levéldarazsak és főként a bogarak (kiemelten a futrinkafélék) alak- és rendszertana voltak. Számos bogárcsaládról írt monográfiát (barkabogárfélék, futrinkafélék, holyvafélék, marókafélék, álbödefélék). Számos fajt, alfajt, változatot és magasabb rendszertani kategóriájú taxont (több mint 400-at) írt le, így ő az egyik legtermékenyebb magyar entomológus. Egyik fő műve, a Die Käferfauna des Karpaten-Beckens a mai napig alapműnek számít a közép-európai futrinkafélékkel foglalkozók körében.

## Emlékezete

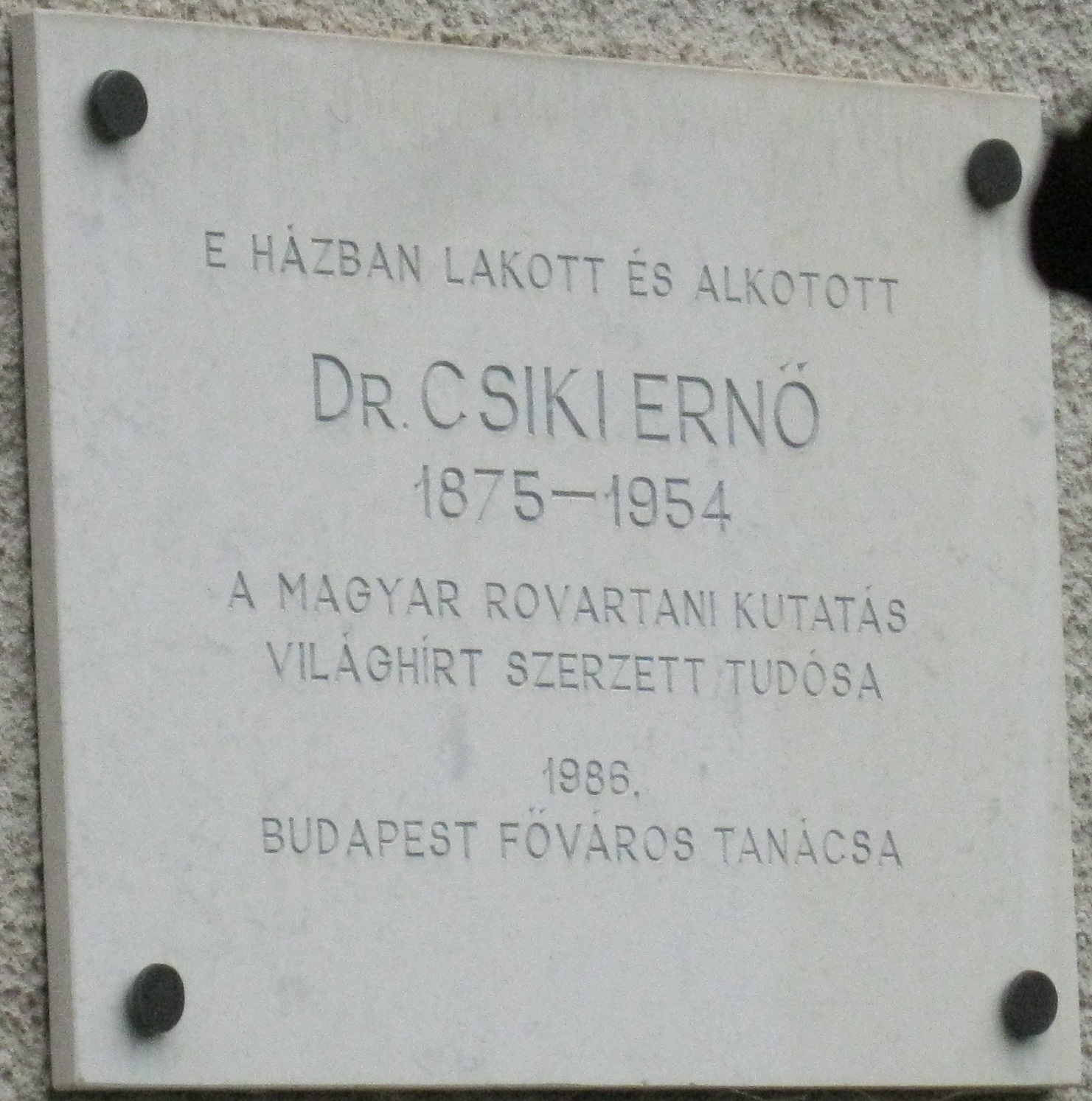
Csiki Ernő emléktáblája a Budapest II. kerületi Bogár utcában

Budapest II. kerületében, ahol egykor élt, a tiszteletére egy közterületet Bogár utcának neveztek el és egy emléktáblát helyeztek el Csiki Ernő emlékére. A sírja a budapesti Farkasréti temetőben található (36/1 parcella).

## Fontosabb publikációk
- Adatok a magyar Coleoptera-faunához. Rovartani Lapok 5, 6, ss. 115-118 (1898)
- Hazánk Orsodacne-féléi. Rovartani Lapok 6, ss. 92-95 (1899)
- Die Endomychiden-Gattung Milichius Gerst. 3 pp (1900)
- Coleopteren. W: Zichy E. Zoologische Ergebnisse der dritten Asiatischen Forschungsreise. II. Budapest-Leipzig, 120 ss. (1901)
- Coleopterologiai jegyzetek. Rovartani Lapok 8, 4, ss. 99-103 (1901)
- Molusca. W: Fauna Regni Hungariae II, Budapest, 44 ss. (1902)
- Ad cognitionem generis Corynomalus Gerst. (Coleoptera, Endomychidae). 11 pp (1902)
- Uebersicht der Arten der Endomychiden-Gattung Encymon Gerst. 11 pp (1902)
- Coleopterologiai jegyzetek. III. Kozlemeny. Rovartani Lapok 10: 125 - 127 (1903)
- Százlábuak és pókfélék a M. N. Muzeum gyűjteményében. Rovartani Lapok 10: p. 55 - 58 (1903)
- Psylliodes Wachsmanni, egy uj levelbogar a magyar tengermellékről. Rovartani Lapok 10: p. 40 -42 (1903)
- Conspectus generum mycetainarum, Endomychidarum subfamiliae. 2 pp (1905)
- Újabb adatok Magyarország bogárfaunájához. Rovartani Lapok 11, 1: p. 4 - 8 (1905)
- Újabb adatok Magyarország bogárfaunájához. (7. pótjegyzek a faunakatalógushoz). Rovart. Lapok 12, 9: p. 177 - 179 (1905)
- Adatok Magyarország bogárfaunájához. Rovartani Lapok 18,4: p. 55 - 58 (1911)
- Adatok Magyarország bogárfaunájához. Rovartani Lapok 19, 2/3: p. 29 - 31 (1912)
- Adatok Magyarorszag bogárfaunájához. II. Rovartani Lapok 21, 1/3: p. 16 - 26 (1914)
- Mordellidae. Coleopterorum Catalogus 63, ss. 1-84 (1915)
- Csiki Ernő állattani kutatásai Albániában.Teleki Pállal. (1923)
- Adatok Albánia flórájához. Teleki Pállal. (1926)
- Carabidae: Harpalinae III. Coleopterorum Catalogus, ss. 104 (1929)
- Carabidae: Harpalinae IV. W: Junk W. & Schenkling S. (red.): Coleopterorum Catalogus. Pars 112. 209 ss. (1930)
- Carabidae: Harpalinae V. [w:] Coleopterorum Catalogus 115 (1931)
- Carabidae: Harpalinae VI. [w:] Junk W. & Schenkling S. (red.): Coleopterorum Catalogus. Pars 121. 209 pp (1932)
- Carabidae: Harpalinae VII. [w:] Junk W. & Schenkling S. (red.): Coleopterorum Catalogus, 124: ??? pp (1932)
- Curculionidae: Rhynchophorinae, Cossoninae. Coleopterorum Catalogus 149: 1 - 212 (1936)
- Neue Endomychiden. 2 pp (1937)
- Adatok Kőszeg és vidéke bogárfaunájának ismeretéhez. [Beiträge zur Kenntnis der Käferfauna von Köszeg und Umgebung.] Part 1 from parts 1-2-3. 11 ss. (1941)
- Adatok Kőszeg és vidéke bogárfaunájának ismeretéhez. [Beiträge zur Kenntnis der Käferfauna von Köszeg und Umgebung.] Part 2 from parts 1-2-3. 6 ss. (1941)
- Adatok Kőszeg és vidéke bogárfaunájának ismeretéhez. [Beiträge zur Kenntnis der Käferfauna von Köszeg und Umgebung.] Part 3 from parts 1-2-3. 7 ss. (1941)
- Coleopterologische Notizen. Fragm. faun. hung., 4: p. 94 - 95 (1941)
- Addidamenta ad faunam Coleopterorum Hungariae. Fragm. faun. hung., 4: p. 54 - 57 (1941)
- Coleopteren von Alibotusch-Gebirge in Süd-Bulgarien. 5 ss. (1943)
- Coleopterologische Notizen II. Fragm. Faun. hung., 6: ss. 65-67 (1943)
- Die Käferfauna des Karpaten-Beckens. 1. Band: Allgemeiner Teil und Caraboidea. Mit 212 Textfiguren, 798 ss. (1946)
- Ueber neue und bekannte Coleopteren aus Ungarn und den angrenzenden Landem. Ann. hist.-nat. Mus. hung., n. ser., 3 (1952): ss. 115-135 (1953)

## Fordítás
- Ez a szócikk részben vagy egészben  az   Ernő Csiki című lengyel Wikipédia-szócikk fordításán alapul.  Az eredeti cikk szerkesztőit annak laptörténete sorolja fel. Ez a jelzés csupán a megfogalmazás eredetét és a szerzői jogokat jelzi, nem szolgál a cikkben szereplő információk forrásmegjelöléseként.